# Apside
Een apside (of apsis) is een van de twee extreme punten van de elliptische baan van een hemellichaam om een ander (meestal groter) hemellichaam.
Is de afstand tussen de hemellichamen zo groot mogelijk, dan staat het kleinere hemellichaam in de apoapsis of het apofocus.
Is de afstand tussen de hemellichamen zo klein mogelijk, dan staat het kleinere hemellichaam in de periapsis of het perifocus.
Traditioneel gebruikt men een woord dat afhankelijk is van de Griekse of Latijnse benaming voor het centrale hemellichaam, zoals in onderstaande tabel:
| Hemellichamen                 | grootste afstand         | kleinste afstand           |
| ----------------------------- | ------------------------ | -------------------------- |
| algemene benaming             | apoapsis, apofocus       | periapsis, perifocus       |
| lichaam om de Zon             | aphelium                 | perihelium                 |
| maan of satelliet om de Aarde | apogeum                  | perigeum                   |
| satelliet om de Maan          | aposelenium, apocynthium | periselenium, pericynthium |
| maan om Jupiter               | apojovum                 | perijovum                  |
| lichaam om ster, dubbelster   | apoastron                | periastron                 |

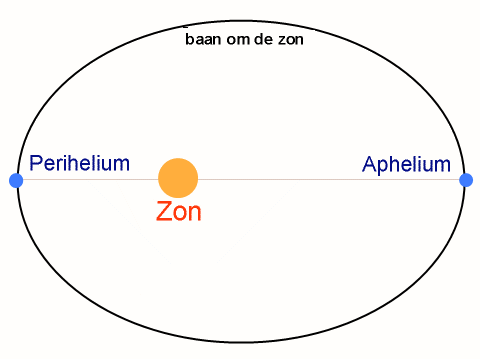
Het aphelium en perihelium van een planeet om de zon

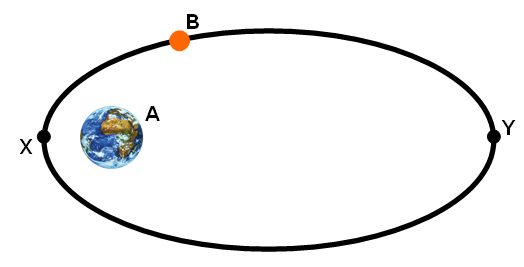
Het perigeum (X) en het apogeum (Y) van een object (B) in een baan om de aarde

Het perigeum van de Maan is het punt waar de Maan het dichtst bij de Aarde is. Het periselenium van de Aarde is het punt waar de Aarde het dichtst bij de Maan is. Als de Maan in het perigeum staat, dan staat de Aarde in het periselenium.
Volgens de perkenwet van Johannes Kepler is de baansnelheid daar het grootst.
Het perihelium van de Aarde valt meestal tussen 2 en 5 januari. Hierdoor zijn de winters op het noordelijk halfrond relatief iets warmer en de zomers iets koeler dan op het zuidelijk halfrond, wanneer men overige factoren buiten beschouwing laat. Bovendien duurt de astronomische winter op het noordelijk halfrond (ongeveer van 23 december tot 21 maart) korter dan de astronomische zomer (van 21 juni tot 21 september).

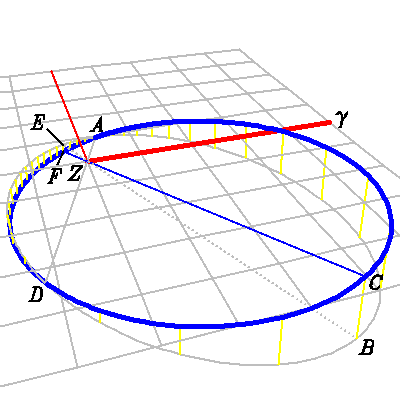
De baan van komeet 3D/Biela. Hierboven staat de baan aangegeven (als de dikke blauwe curve) die de komeet 3D/Biela rond de Zon (in het punt Z) volgde. Het aphelium is punt C, het perihelium is punt F, de lange as of apsidenlijn is CF die ook door Z gaat.

## Hyperbolische banen
Sommige objecten, met name kometen, beschrijven hyperbolische banen en hebben dus geen apoapsis of aphelium. In dit geval hebben ze ook geen periodieke baan en hebben een eenmalige passage.

## Meer definities
De apsidenlijn of lange as van de baan is de lijn die het periapsis en het apoapsis verbindt. De lange as gaat altijd door de brandpunten van de baan.
Het argument van het periapsis en de lengte van het periapsis zijn veelgebruikte baanelementen.